# Tauernkogel (Tennengebirge)
Der Tauernkogel ist ein 2247 m ü. A. hoher Berg im Salzburger Tennengebirge und gehört zum Bezirk von St. Johann im Pongau. Der Berggipfel wird von einem hohen Gipfelkreuz überragt und ist teilweise grasbedeckt, fällt aber nach Nordosten steil ab.

## Aufstieg
Der relativ leichte, aber steile Aufstieg zum Gipfel führt von Süden her über die Tauernscharte (2109 m) an der Westflanke des Berges, wo sich auch einige Karsthöhlen befinden, vor allem das Tauernloch und die Eiskogelhöhle. Ersteres ist über einen schmalen Steig knapp oberhalb der Waldgrenze zu erreichen, letztere auf einem markierten Weg. Der Aufstieg von Wengerau (901 m) dauert etwa 4 Stunden, auf halbem Weg kommt man zur Söldenhütte auf rund 1500 m. Bei Nässe ist im Gipfelbereich Vorsicht geboten, da man im nassen Gras leicht ausrutschen kann.

## Nähere Umgebung
Einige Berggipfel im Umkreis von nur 1 km haben ähnliche Höhen wie der Tauernkogel: der Napf (2167 m) nahe der Tauernscharte, der Doppelgipfel des Eiskogels (2318 m beim Gipfelkreuz und 2278 m), das nur von Osten ersteigbare Teufelskirchl (2218 m) und der schroffe Brietkogel (2316 m) im Norden. Letzterer und der Tauernkogel fallen nach Osten über ripplige Steilwände in „die Briet“ ab, über welcher sich der markante, teilweise von Latschen umkränzte Augstein (2055 m) erhebt.